# 郑州空姐打车遇害案
郑州空姐打车遇害案是指2018年5月5日晚，一名就职于祥鹏航空的空姐李明珠深夜被滴滴顺风车司机刘振华杀害的案件。该案发生后引发中国大陆民众及媒体高度关注，也反映了网约车的安全问题和司机资质问题。

## 涉案人物
- 受害者：李明珠，山东济南人，被害时21岁，身高174厘米，是家中的独生女，大学在济南当地就读[5]。2016年9月14日进入祥鹏航空公司，成为一名空姐[6]。
- 嫌犯：刘振华，案发时27岁，是滴滴顺风车司机，河南郑州中牟县张庄镇凌庄村生产大队四组崔庄村人[7]。在从事滴滴司机之前曾驾驶摩托车撞人，导致对方变成植物人[8]。刘于2017年12月领取驾照，2018年3月3日注册滴滴司机，在郑州航空港区周边运营顺风车[9][10]。

## 案件经过

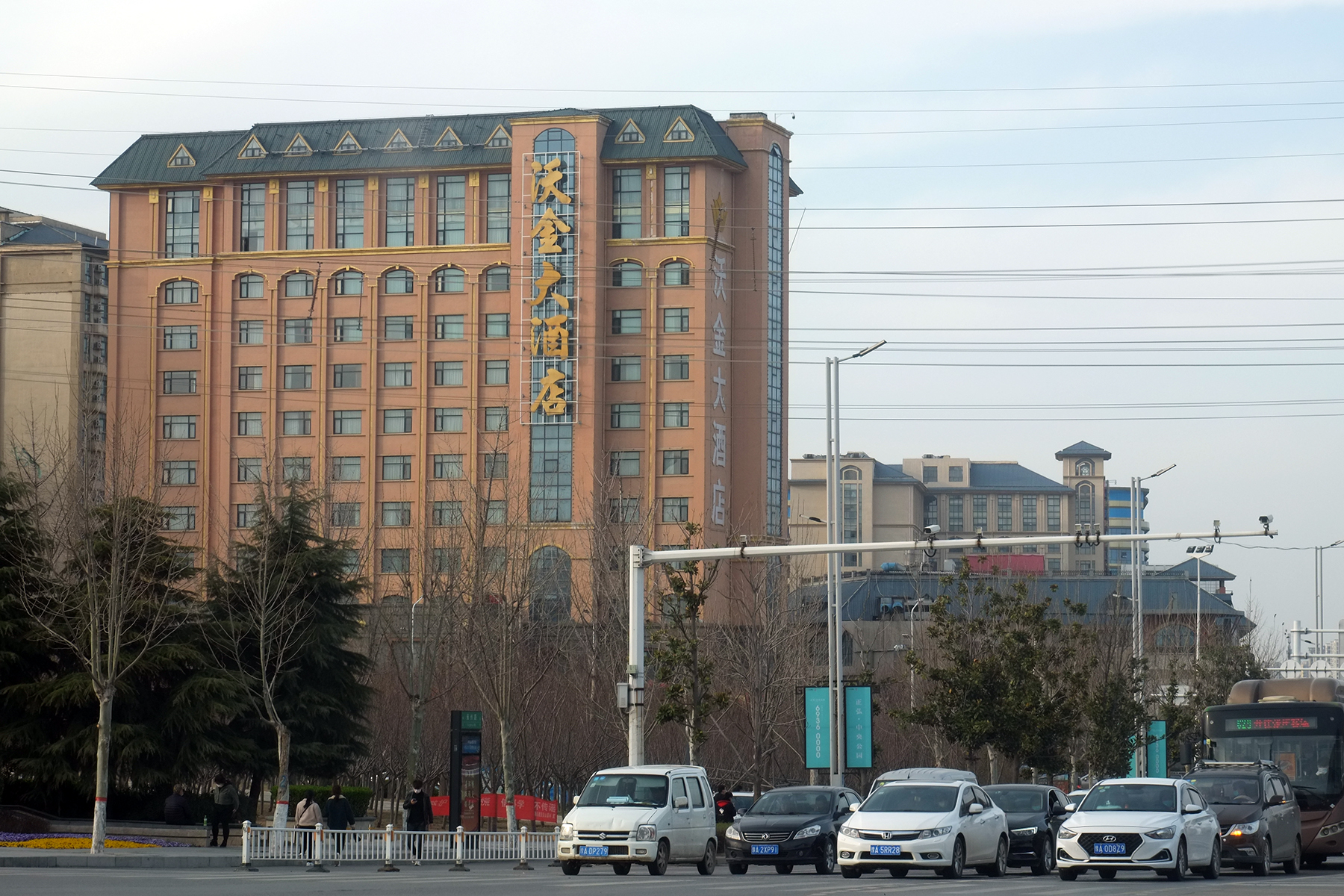
沃金大酒店为李明珠的出发地

2018年5月5日，祥鹏航空空姐李明珠完成了郑州—连云港—郑州—绵阳—郑州的航班，在落地新郑机场后，她回到郑州航空港实验区沃金大酒店（该酒店为祥鹏航空公司驻勤酒店）。李明珠在换装洗浴后，于当晚11时55分预约滴滴顺风车，搭乘顺风车前往郑州火车站。根据计划，她将于次日凌晨1时37分搭乘由郑州开往济南的Z106次普速列车，并于早上8时36分到达济南站，参加完亲友的婚礼后返回郑州。在搭乘途中，李明珠曾发微信告诉同事“司机是个变态，说我长得漂亮想亲我”。次日，李明珠便与家人失去联络。根据警方通报，5月6日1时6分许，疑似有人在嫌疑人停车处跳入河中。5月7日17时，李明珠父亲报警，称李明珠于5月5日晚在郑州市航空港区乘车前往郑州火车站途中失踪，接报后，航空港区公安分局立即展开侦查。警方随后联系滴滴出行安全部门，获知李明珠所乘的网约车车牌号为豫A82RU5，车型为江淮瑞风S2白色越野车，车主名刘振华。警方同时掌握了该车辆接单后并未行驶至目的地郑州火车站的事实，随即警方组织刑侦、网安等多部门联合展开侦查工作。而涉事车辆则于5月8日11时30分在航兴路该大桥上被警方发现。
5月8日7时，郑州警方告知李明珠家属其遗体被找到，遗体位置位于郑州市航空港区始祖路与梁州大道交叉口西南角的荒地。警方发现李明珠遗体时，受害人尸体下身赤裸，身上有精斑和多处被刀刺中的痕迹，仅背部就有十多处。而她的脖子上两根动脉被割断，心脏、肺多个部位都有致命刀伤。据李明珠父亲推测，嫌犯可能携带者凶器威逼、强奸并杀害了李明珠。警方后来通过现场勘查以及对现场挎包内身份证、银行卡等物品进行比对，确定死者系李明珠。
5月12日凌晨4时30分许，经多方搜寻，警方在郑州市西三环附近一河渠内打捞出一具尸体。经查验，其体表特征与嫌疑人刘振华基本一致，可初步确认该尸体系杀害滴滴顺风车乘客李明珠的嫌疑人刘振华。警方已迅速展开对尸体的DNA检测等后续工作。

### 审判
案发后，原告李某某、董某向郑州市航空港经济综合实验区人民法院提起诉讼，要求法院判令继承刘振华遗产的被告刘某军、宋某某赔偿损失，共计77余万元人民币。法院于2018年8月23日立案后，适用简易程序公开开庭审理，后因案情复杂，于2018年11月22日转为普通程序审理。2019年2月18日，法院判决刘某军、宋某某应在判决生效后的十日内在继承刘振华遗产范围内赔偿原告死亡赔偿金、丧葬费、交通费、住宿费、误工费等各项损失共计626,689.86元人民币，并驳回原告的其他诉讼请求。宣判后，刘某军表示不服，决定上诉。原告委托的诉讼代理人称尚未确定是否上诉。

## 各界反应

### 滴滴公司
5月10日中午，滴滴公司发布通报称，“对于郑州顺风车乘客李女士遇害一事，感到万分悲痛和愧疚，在这样的悲剧面前，任何言语都无法表达滴滴沉痛的自责。滴滴真诚地和李女士的家人道歉，作为平台辜负了用户的信任，在这件事情上，负有不可推卸的责任”。
5月10日，滴滴公司在道歉之后宣布将悬赏100万元寻找杀害该乘客的顺风车司机刘振华。滴滴还称公司已经成立了专项工作组，将尽最大努力协助警方尽快破案。
5月11日，滴滴公司发表声明，称在该案的自查中发现，涉案嫌犯接单账号归属于其父亲，且正常通过了滴滴顺风车注册时的三证验真、犯罪背景筛查和接首单前须进行人脸识别等安全措施。而嫌犯系违规借用其父顺风车账号接单。同时，滴滴原有的夜间安全保障机制不合理，导致在该订单中针对夜间的人脸识别机制没有被触发。此外嫌犯在案发前曾有一起言语性骚扰投诉记录，客服5次通话联系不上嫌疑人，由于判责规则不合理，后续未对投诉做妥善处理。该声明还表示，鉴于以上问题，决定自5月12日零时起，对顺风车业务进行停业自查整改一周，同时其他平台业务对全量司机进行全面审查，并清理平台上可能存在的人车不符情况、整改运营及客服体系。
5月16日，滴滴方面公布阶段性整改措施，包括顺风车业务下线所有个性化标签和评论功能、暂停接受22点-次日6点期间出发的订单等内容。此外，滴滴全平台筛查司机资质，扩展紧急求助功能，并建议行程全程录音。
5月19日零时，滴滴恢复顺风车业务，且不论是司机还是乘客，必须完成6项措施（注册身份验真、接单身份验真、隐私保护设置、夜间出行保护、安全保障学习、顺风车出行保障）后才能使用顺风车业务。然而在恢复顺风车业务之后，有乘客表示打到顺风车和接到顺风车的订单较此前更难。
5月21日，滴滴出行首席发展官李建华表示，案件中的犯罪嫌疑人刘振华违规使用其父亲账号接单并实施犯罪，说明该平台此前确实存在漏洞。
後來，交通部門公佈新修訂《計程車服務品質信譽考核辦法》，自6月1日起施行。內容包括設立網約車司機信譽檔案、服務品質考核和公開運營服務信息等等。6月15日起，滴滴出行恢復22:00-00:00和05:00-06:00時段順風車服務，但規定車主和乘客須為同一性別，方能成行。此外，滴滴顺风车还将于6月22日小范围上线测试护航模式和安全共建卡功能。此前滴滴公司曾悬赏100万寻找疑凶司机，后滴滴公司表示，滴滴已经委托北京环球律师事务所全权保管线索资金与线索提供人的后续沟通及奖金发放工作。如于9月1日仍无公安机关确认有效线索，该100万元奖金将直接捐赠给公安部主管的中华见义勇为基金会。
之后在6月1日，郑州红十字水上义务救援队（即打捞出该案嫌犯尸体的救援队）委托律师，向滴滴协商索要悬赏。在与滴滴沟通无果后的8月27日，郑州市红十字水上义务救援队将滴滴公司起诉到法院，要求对方履行承诺支付悬赏金。9月6日，滴滴公司的100万捐赠金已通过郑州慈善总会定向捐助给郑州红十字水上义务救援队，用于郑州红十字水上义务救援队救援设备的更新换代，郑州红十字水上义务救援队已于7日向法院依法申请撤诉。该公司还将向中华见义勇为基金会捐赠100万元。

### 祥鹏航空
5月10日中午，李明珠所在航空公司祥鹏航空就此事通过官方微博发表声明，称祥鹏航空员工李明珠于5月5日晚从驻勤酒店搭乘网约车前往市区途中不幸遇害，对此祥鹏航空表示“对年轻生命的陨落及失去一位亲爱的员工表示沉痛的哀悼，并对遇害员工家属致以最深切的慰问”。声明还表示：“经郑州警方通报确认，明珠是在5日晚从驻勤酒店搭乘网约车前往市区途中不幸遇害的。李先生称，警察告诉他，当时那个滴滴司机带着凶器。目前，凶手仍在潜逃，公安机关正在全力抓捕。”

### 李明珠父亲
5月11日上午，李明珠父亲在接受《大河报》采访时表示：“中国（现代）没有凌迟了，如果有、允许家属动手的话，我会亲自动手，他（凶手）太万恶了”。他表示自己不会因丧女之痛而做违法的事情，他相信中国法律会给予凶手严惩。

### 刘振华父亲
5月12日中午，刘振华的父亲在家中接受《新京报》记者采访时表示自己愧对受害女孩，希望以后有了钱能补偿对方。这是刘振华的父亲首次针对此事道歉。

## 案件相关
该案在警方侦办的过程中，存在案件现场照片私自传播的行为，随即警方对此进行调查。经查，郑州市公安局警犬训导支队警务辅助人员郝某利在专案组协助工作期间，将获取的案件现场照片私自传播给朋友刘某洲、张某、张某超等人，其朋友又将照片转发至各自的微信群中，造成涉案照片在网络上大量传播。5月12日下午，警方以涉嫌侵犯公民个人信息对郝某利、刘某洲、张某、张某超等4人采取刑事拘留措施。另外在5月8日上午，郑州市惠济区居民肖某才在随同案发地附近村民赶到现场后，用手机拍摄受害人遗体照片，并在微信朋友圈中发布。肖某才因涉嫌侮辱遗体，于5月12日晚被警方刑事拘留。
事发后的5月11日20时03分，微信公众号“二更食堂”在头条推文发布与该案有关的文章《托你们的福，那个杀害空姐的司机，正躺在家里数钱》，对事件进行不当描述，引发网友的愤怒。随后微信公众号“二更食堂”遭到浙江省网信办、杭州市网信办约谈，浙江省网信办、杭州市网信办工作人员称其行为违反了《互联网信息服务管理办法》规定，突破“七条底线”，“偏离社会主义核心价值观导向”及“破坏正常的网络传播秩序”。对此浙江省网信办、杭州市网信办要求该公众号全面清理违规有害信息，严肃处理有关责任人，并限时提交整改报告。同时“二更食堂”公众号被微信平台处以暂时封号7天的处罚。5月13日，二更创始人丁丰就此事作出回应，表示主动永久关停二更食堂，并对此事表示歉意，同时二更食堂创始人李明被免去在二更网络公司的一切职务。6月26日，浙江省网信办通报称，二更网络公司已永久关停“二更食堂”公众号，承诺永不启用注册品牌保护性账号“食堂君”，同时解散“二更食堂”公众号13人运营团队。

## 相关问题
该案发生后，反映了网约车的安全问题和司机资质问题，因而引起关注。有媒体分析称，滴滴在注册审核、接首单前的人脸识别等环节的存在明显漏洞，尤其是女性司机在上传了男性司机的系列证件后，也能正常过审。此外，与快车相比，滴滴顺风车司机的注册审核上相对宽松。根据滴滴系统规定，快车要求车主驾龄需满三年以上，而顺风车主驾龄仅需一年以上；而快车车主注册时明确要求无暴力、犯罪、吸毒记录，无酒驾、毒驾等严重交通违法事故记录，顺风车在注册要求上没有此类表述。从法律角度来说，顺风车并不归属于网约车范畴，在准入门槛、政策监管受到的限制都比网约车低很多。根据交通运输部出台的《网络预约出租汽车经营服务管理暂行办法》规定，顺风车“按城市人民政府有关规定执行”，即顺风车的管理权限下放到地方人民政府。然而各地对顺风车的监管尚无明确统一的标准。而根据各地发布的指导意见，均对合乘车辆每日的派单数量作出规定，其中北京、上海等地要求上限为2次，郑州市公布的征求意见稿中上限为4次，但滴滴顺风车系统每日最高可接单数为15单，明显高于各地政府的规定。
另有媒体报道称，滴滴顺风车司机在接单前，可以查看乘客此前搭乘顺风车的时间、地点、消费价格，以及司机对乘客的评价，尤其是评价涉及引导性，如“颜值爆表”、“不化妆也漂亮”、“声音甜美”、“安静的美少女”、“美女下车时丝袜容易走光看得想入非非”等。据此前媒体报道称，滴滴顺风车设有一项社交功能，当行程结束，车主和乘客可以在评价页面中，选择预先设定好的“印象标签”评价对方。在滴滴顺风车的数据库中，收录了如“这个美女不一般”、“直男”等短句和词组，且不定期更新，还可以由用户自己创造词句。针对该行为，滴滴公司暂未对此作出回应，不过有律师表示，该行为不但会对乘客的人身财产安全造成隐患，还侵犯了乘客的个人隐私权。另有专家称，该案暴露了共享经济的潜在隐患，尤其是个人信息保护机制的匮乏。平台有必要尊重用户对信息公开的选择权，并加强对服务供应方的审查。随后滴滴公布顺风车服务阶段性整改措施，包括下线评论功能、车主接单前人脸识别、暂停接受22点至6点期间出发订单等。
在该案发生3个月之后的2018年8月24日，再次出现类似事件，一名20岁女孩在浙江乐清乘坐滴滴顺风车时，被顺风车司机杀害。

## 相关评论
- 《人民日报》就该案评论称，指出“消除司机隐患，平台须尽责”[40]。
- 《新京报》评论称，“空姐遇害案，是一起悲剧，也是一起恶性刑事案件。对此我们当谴责作恶，也将其拉到法律与道德的框架下审视，别让追责变成找人背锅，更别让恶在责任含混中被‘虚焦’”[41]。
- 四川在线评论称，“平台做大后，社会责任更大，不能只顾赚钱，更需要加强制度建设，提高应急响应机制，改善投诉流程，构建完备的防范措施，将广大用户的安全放在首位，提升用户体验感，避免用户受到无端伤害”[42]。
- 澎湃新闻评论称，“我们也不能仅仅指望平台自律，更需要有关部门介入，对滴滴存在的各种管理隐患加以彻查，并违法违规行为进行严惩。否则，恐怕还会发生同样的悲剧”[43]。